# Priolepis ascensionis
Priolepis ascensionis är en fiskart som först beskrevs av Dawson och Edwards, 1987.  Priolepis ascensionis ingår i släktet Priolepis och familjen smörbultsfiskar. Inga underarter finns listade i Catalogue of Life.